# Rankinův–Clausiův cyklus
Rankinův–Clausiův (parní) cyklus je teoretický uzavřený termodynamický cyklus realizovaný především v elektrárnách, které využívají tepelných přeměn a které mají jako pracovní látku vodu a vodní páru. Ve své nejjednodušší formě se skládá ze dvou izobarických a dvou izoentropických dějů. Rankinův–Clausiův cyklus lze rozlišit dle suchosti páry na cyklus s přehřátou parou a se sytou parou.

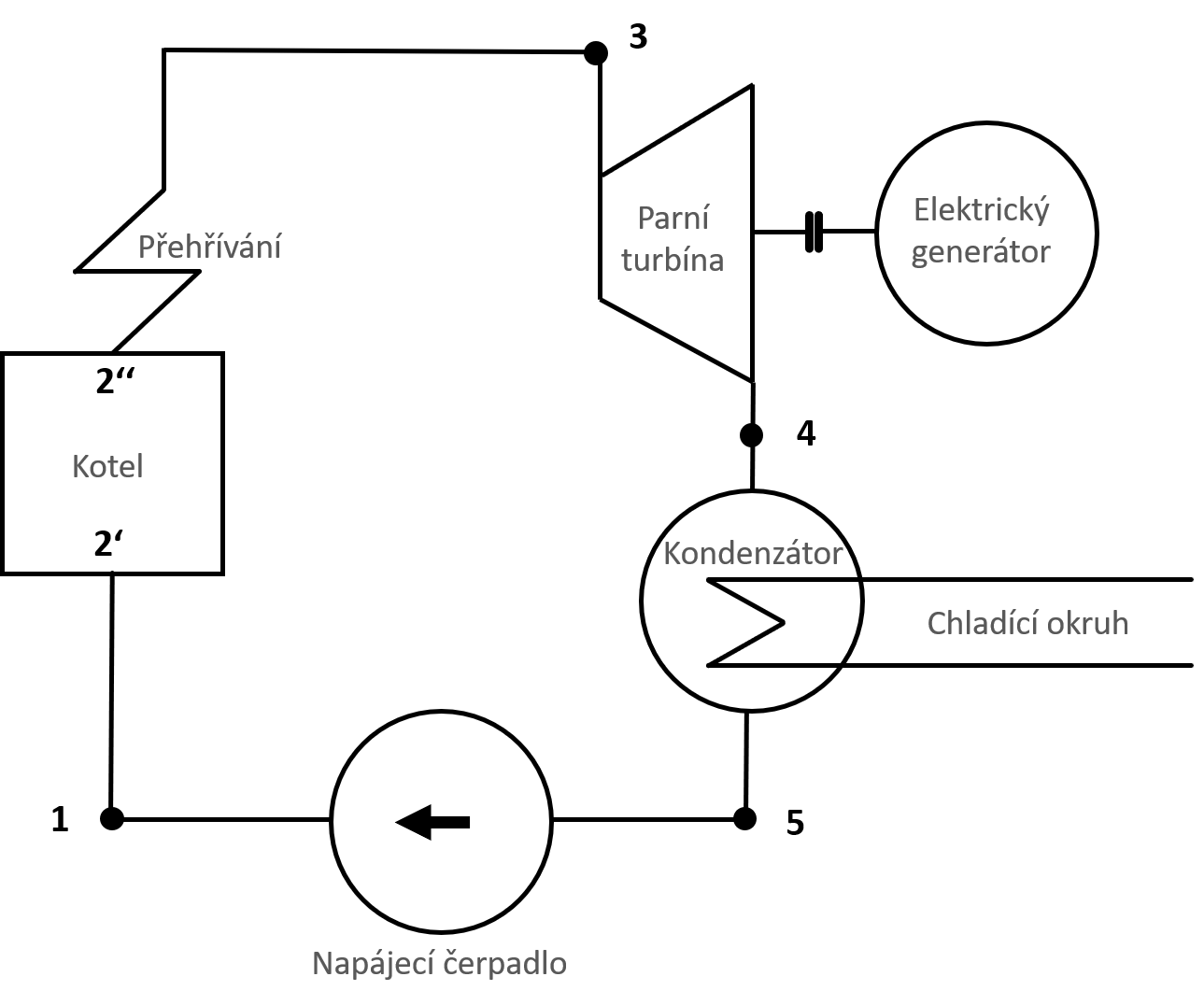
Schéma Rankinova–Clausiova cyklu s přehřátou parou

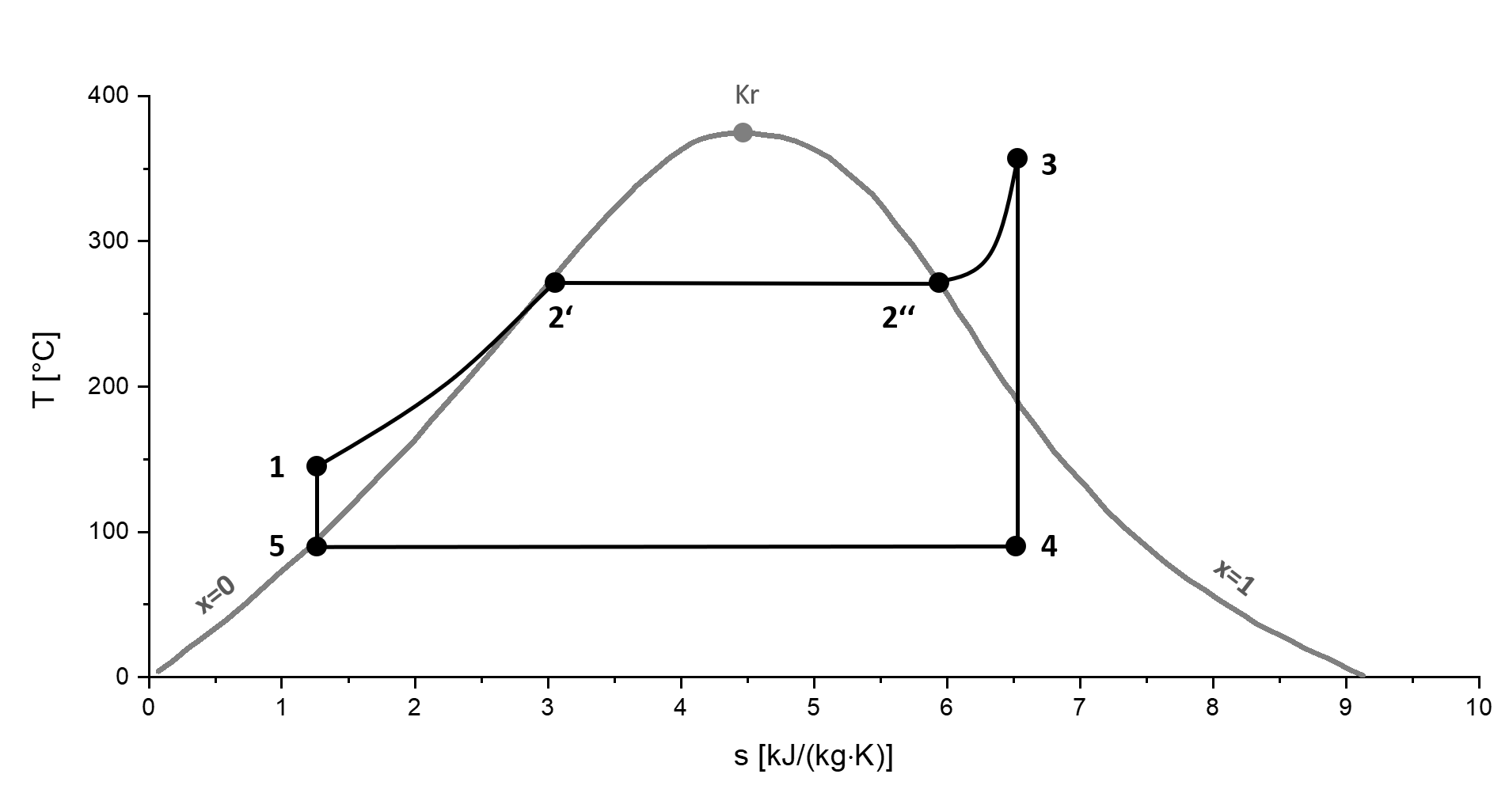
Tepelný diagram Rankinova–Clausiova cyklu s přehřátou parou

## Typy

### Rankinův–Clausiův cyklus s přehřátou parou
Rankinův–Clausiův cyklus s přehřátou parou lze najít především v kotlích na fosilní paliva a biomasu. V jaderných elektrárnách je Rankinův–Clausiův cyklus s přehřátou parou realizován pouze výjimečně, např. v sekundárním, resp. terciárním okruhu u jaderných elektráren s plynem chlazenými reaktory a u rychlých reaktorů chlazených sodíkem. Možnost přehřevu umožňovaly i některé RBMK reaktory a některé parogenerátory u okruhů s tlakovodními reaktory.
Jedná se o uzavřený systém, kde pracovní médium opakovaně proudí čtyřmi základními komponentami (kotel, parní turbína, kondenzátor, čerpadlo), přičemž se dodané teplo přeměňuje na mechanickou práci.
Ideální Rankinův–Clausiův cyklus s přehřátou parou se skládá z následujících fází: 1 – napájecí voda vedena do kotle, kde se izobaricky ohřeje na stav 2‘ a následně vypaří do stavu syté páry 2‘‘, v kotli je pak izobaricky přehřáta do stavu 3, poté proudí do parní turbíny, kde izoentropicky expanduje až na tlak kondenzátoru 4. V kondenzátoru je páře izobaricky odebráno teplo a ta zkondenzuje na sytou kapalinu 5‘; k uzavření cyklu stačí pomocí napájecího čerpadla zvýšit tlak na stav 1.
V praxi, v reálném Rankinově–Clausiově cyklu, dochází při izobarických dějích k mírnému poklesu tlaku ve směru proudění vlivem tlakových ztrát a nevratnosti reálných termodynamických dějů.

### Rankinův–Clausiův cyklus se sytou parou
Rankinův–Clausiův cyklus se sytou parou se od cyklu s přehřátou parou liší tím, že izobarický přívod tepla končí na horní mezní křivce a na parní turbínu jde pouze sytá pára. Vlhkost páry se pohybuje typicky v desetinách procenta.
Cyklus bývá realizován především v jaderných elektrárnách s tlakovodními reaktory (VVER, PWR, CANDU), v nichž je zdrojem tepla parogenerátor a varnými reaktory (BWR, RBMK), v nichž je zdrojem tepla reaktor.

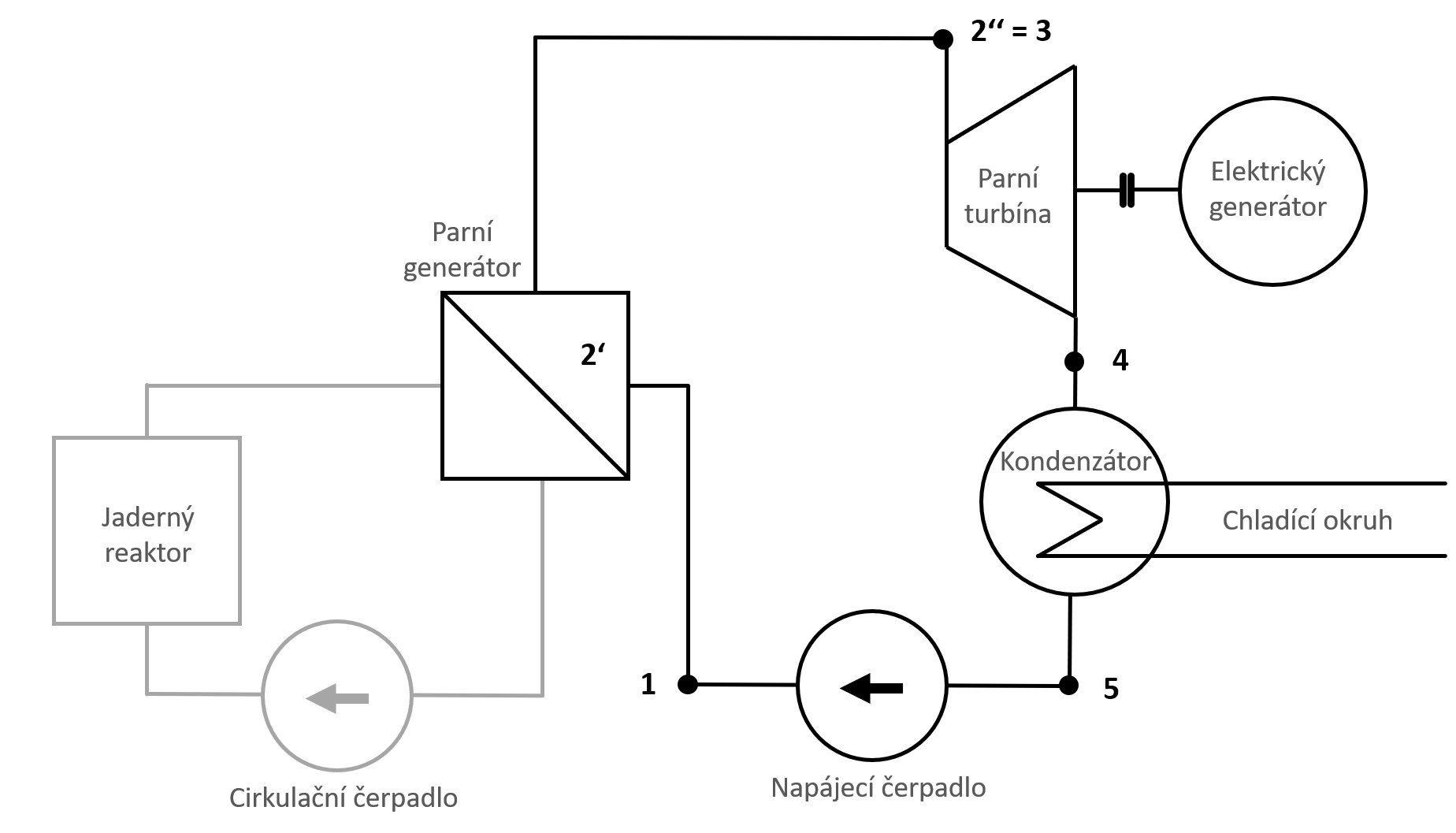
Schéma Rankinova–Clausiova cyklu se sytou parou

Ideální Rankinův–Clausiův cyklus se sytou parou se skládá z následujících částí: 1 napájecí voda je vedena do parogenerátoru, kde se izobaricky ohřívá na stav 2' a následně se vypaří do stavu syté páry 2''. Sytá pára proudí do parní turbíny, kde izoentropicky expanduje na tlak kondenzátoru 4. V kondenzátoru je páře izobaricky odebráno teplo, a ta zkondenzuje na sytou kapalinu 5‘; ke zvýšení tlaku na stav 1 slouží napájecí čerpadlo.
Použití syté páry vede k odlišné konstrukci parních turbín. Expanze zpravidla probíhá jako dělená s mezipřihříváním. Expanze na parní turbíně je při určitých tlacích přerušena, páře je přivedeno teplo a pára následně expanduje v další části turbíny. Účelem mezipřihřívání je odstranit vlhkost a posunout koncový bod expanze doprava na tepelném diagramu.

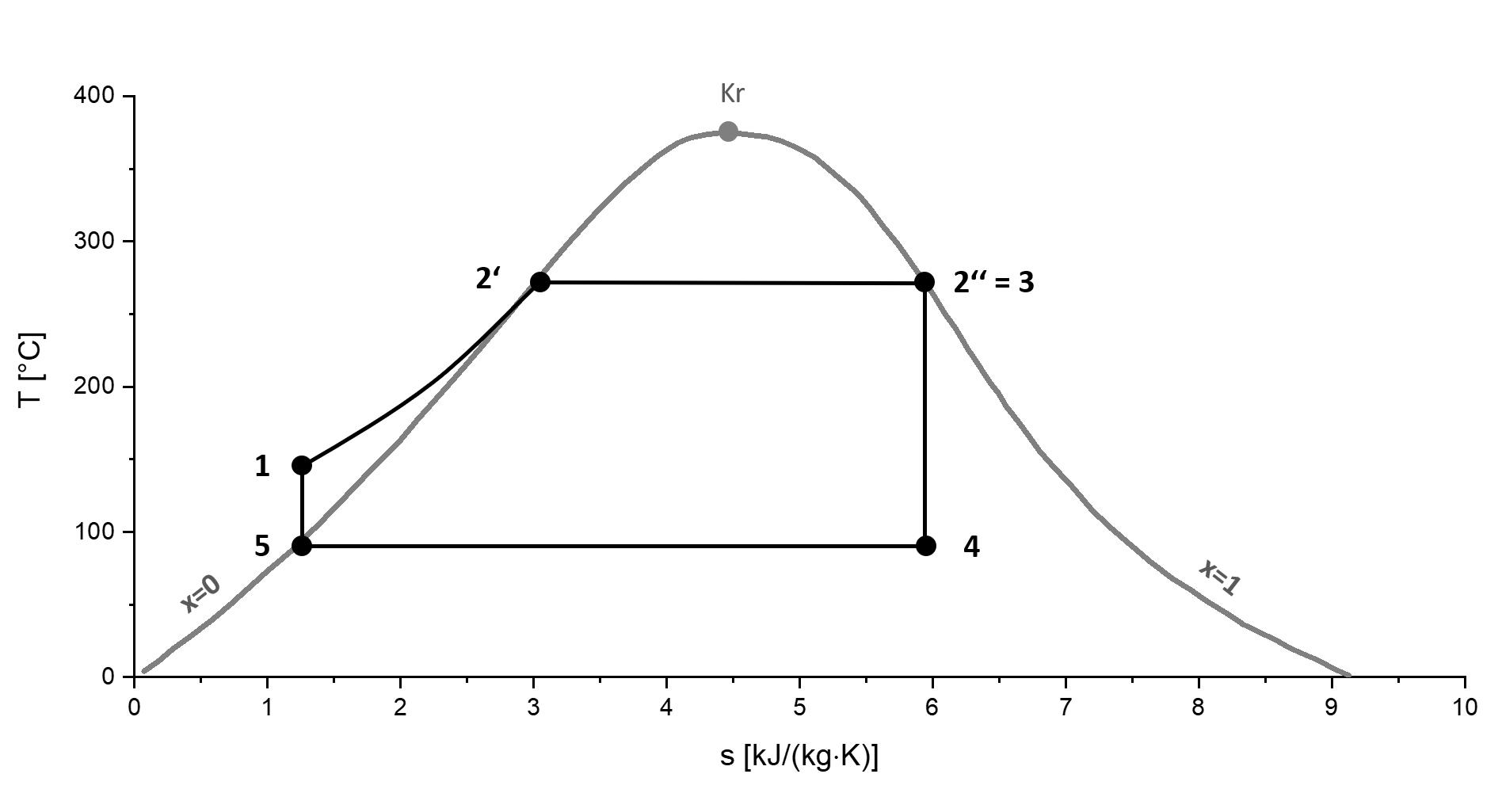
Tepelný diagram Rankinova–Clausiova cyklu se sytou parou

### Nadkritický Rankinův–Clausiův cyklus
V nadkritickém Rankinově–Clausiově cyklu izobara neprochází oblastí mokré páry a voda přechází do plynného stavu bez varu. Plynulým přechodem, tj. absencí dvoufázového proudění, se zařízení velmi zjednoduší.

## Účinnost Rankinova–Clausiova cyklu
Celková účinnost Rankinova–Clausiova cyklu se skládá z dílčích účinností a odběrů elektrárny. Ovlivňuje ji především termická účinnost, mechanické ztráty, celková účinnost generátoru, účinnost transformátoru, vlastní spotřeba, účinnost parovodů. V případě jaderné elektrárny k celkové účinnosti rovněž přispívá účinnost parogenerátoru a účinnost sekundárního okruhu.
Výpočet vnitřní termické účinnosti Rankinova–Clausiova lze provést dvěma způsoby:
- Přes přivedená a odvedená tepla při izobarických dějích:

{\displaystyle \eta _{\text{termicka}}={\frac {q_{\text{privedene}}-q_{\text{odvedene}}}{q_{\text{privedene}}}}={\frac {(h_{\text{3}}-h_{1})-(h_{4}-h_{5})}{h_{3}-h_{1}}}}
- Přes práce při izoentropických dějích (tj. expanze na turbíně a komprese v napájecím čerpadle):

{\displaystyle \eta _{\text{termicka}}={\frac {W_{\text{turbina}}-W_{\text{cerpadlo}}}{Q_{\text{privedene}}}}={\frac {(h_{\text{3}}-h_{4})-(h_{1}-h_{5})}{h_{3}-h_{1}}}}
Uvedené vzorce slouží pro výpočet účinnosti Rankinova–Clausiova cyklu s přehřátou parou. Výpočet termické účinnosti pro oběh se sytou parou se liší pouze ve fázi 3, kde je pára v sytém stavu.
| Typ elektrárny                           | Účinnost |
| ---------------------------------------- | -------- |
| Uhelné elektrárny – staré                | 25–25 %  |
| Uhelné elektrárny – moderní              | 45 %     |
| Lehkovodní jaderné elektrárny (PWR, BWR) | 30–35 %  |
| CANDU                                    | 27–30 %  |
| Plynem chlazené jaderné elektrárny       | 20–40 %  |
| Rychlé reaktory                          | 45 %     |
| Paroplynový cyklus                       | 60 %     |

## Zvyšování termické účinnosti Rankinových–Clausiových cyklů
Termická účinnost Rankinova–Clausiova cyklu není vysoká – okolo 30 % pro zařízení s přehřátou parou a 20 % pro zařízení se sytou parou. Proto je v praxi cyklus modifikován za účelem zvyšování jeho účinnosti.
Práci oběhu představuje na tepelném diagramu plocha vymezená křivkami znázorňující cyklus. Přivedené teplo představuje plocha pod křivkou přívodu tepla (1–3). Na základě definice vnitřní termické účinnosti je snahou maximalizovat poměr těchto ploch.
Pro zvýšení termické účinnosti je obecně třeba zvýšit střední teplotu, při které je v kotli dodáváno teplo, a snížit střední teplotu, při které je v kondenzátoru odebíráno teplo.

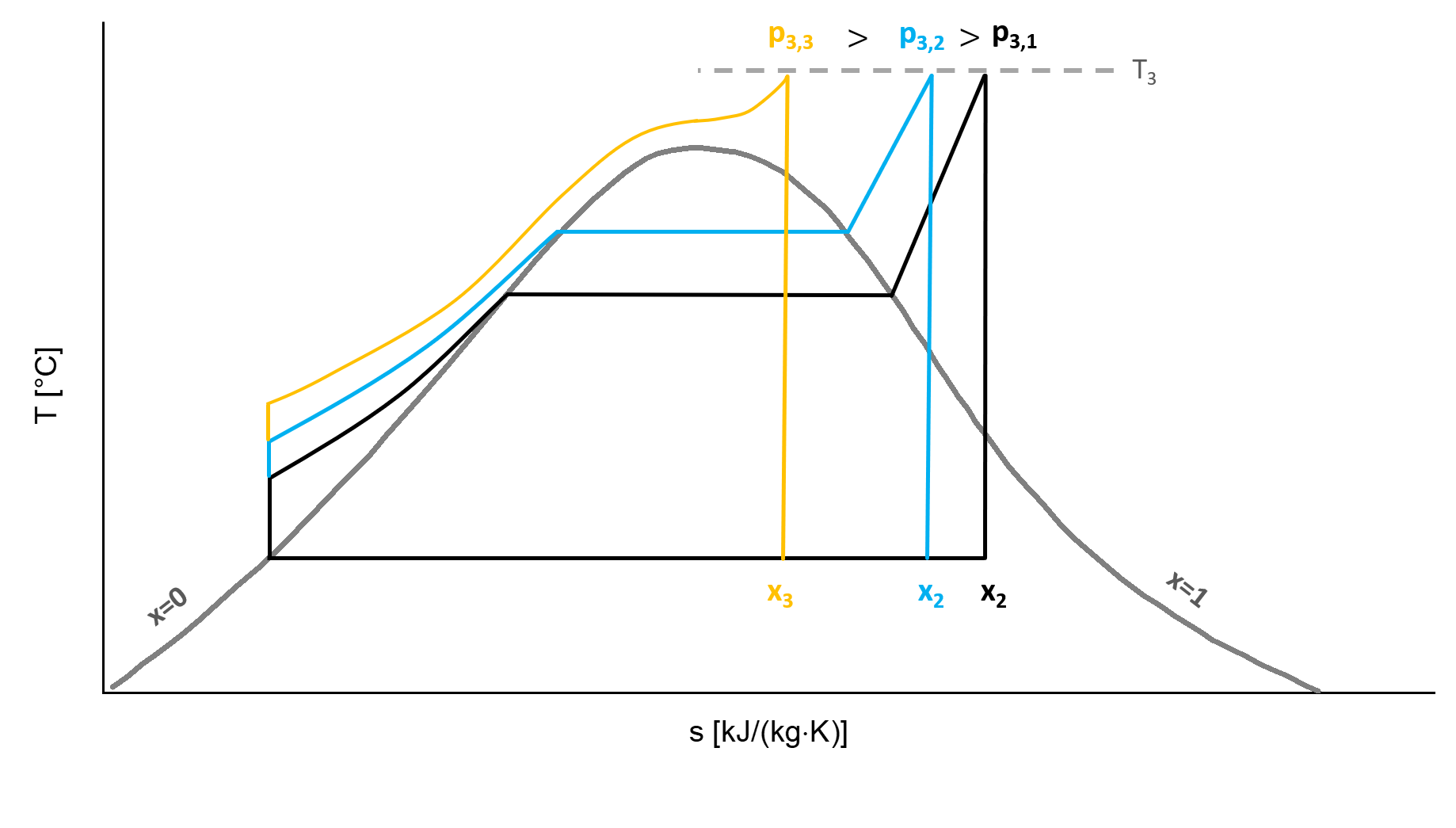
Zvýšení tlaku před turbínou v tepelném diagramu

### Zvýšení tlaku páry před turbínou
Zvýšením tlaku páry před turbínou dojde ke zvýšení izobary přívodu tepla, při zachování ostatních parametrů Rankinova–Clausiova cyklu. Při vyšších tlacích je vyšší střední teplota přívodu tepla a termická účinnost oběhu je tak zvýšena. Zvýšení tlaku před turbínou má příznivý vliv i na účinnost chladicího okruhu, jelikož se sníží množství odváděného tepla.
V nadkritickém Rankinově–Clausiově cyklu neprochází izobara oblastí mokré páry a voda přechází kontinuálně do plynného stavu bez varu (v diagramu p3, žlutě). Tím se zařízení konstrukčně zjednoduší.
Zvýšení tlaku působí negativně na účinnost samotné turbíny. Vysoký tlak na vstupu má za následek nízký objemový průtok a tlakové rozdíly v jednotlivých částech turbíny, které vedou ke zvýšeným ztrátám. Dále je posunut koncový bod expanze do oblastí s nižší suchostí a dochází ke snížení termodynamické účinnosti. Z provozního hlediska je turbína vystavena erozním podmínkám. Vyšší tlak také klade nároky na potřebnou čerpací práci napájecího čerpadla a na konstrukci potrubí.

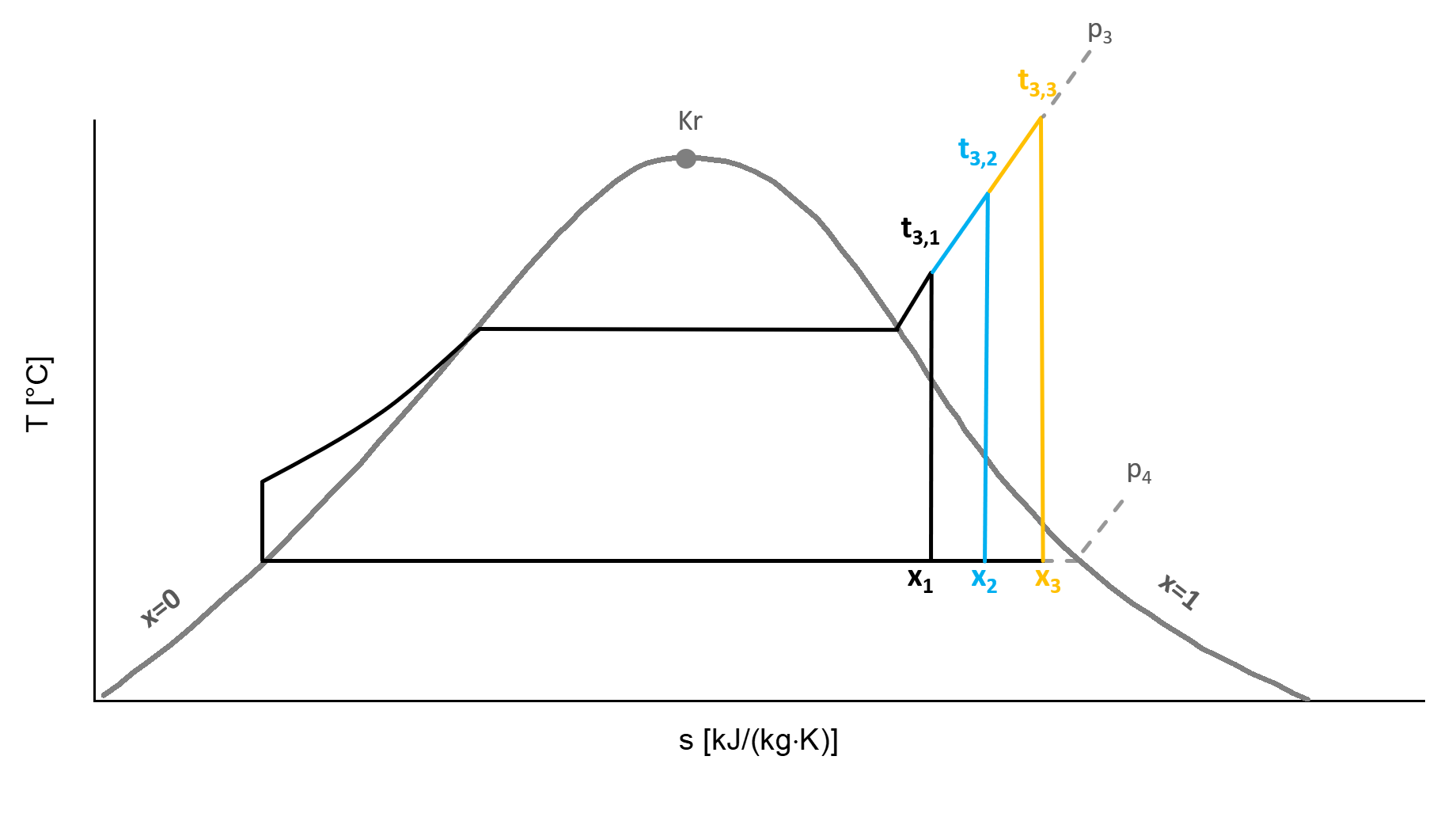
Zvýšení teploty páry před turbínou v tepelném diagramu

### Zvýšení teploty páry před turbínou
Zvyšování teploty páry před turbínou vede k růstu vykonané práce během expanze. Přehřívání páry současně snižuje množství kapalné fáze v páře na konci expanze v turbíně a snižuje erozi. Z pohledu termodynamiky neexistuje optimální teplota. Termická účinnost se vždy zvyšuje s rostoucí teplotou páry před turbínou.
Teploty, kterých pára dosahuje, jsou limitovány s ohledem na materiál turbíny. U elektráren na fosilní paliva bývá teplota páry na vstupu do turbíny kolem 620 °C. Pro konstrukci turbín vysokých parametrů se používají austenitické nebo feritické a martenzitické chromové oceli.

### Snížení tlaku v kondenzátoru

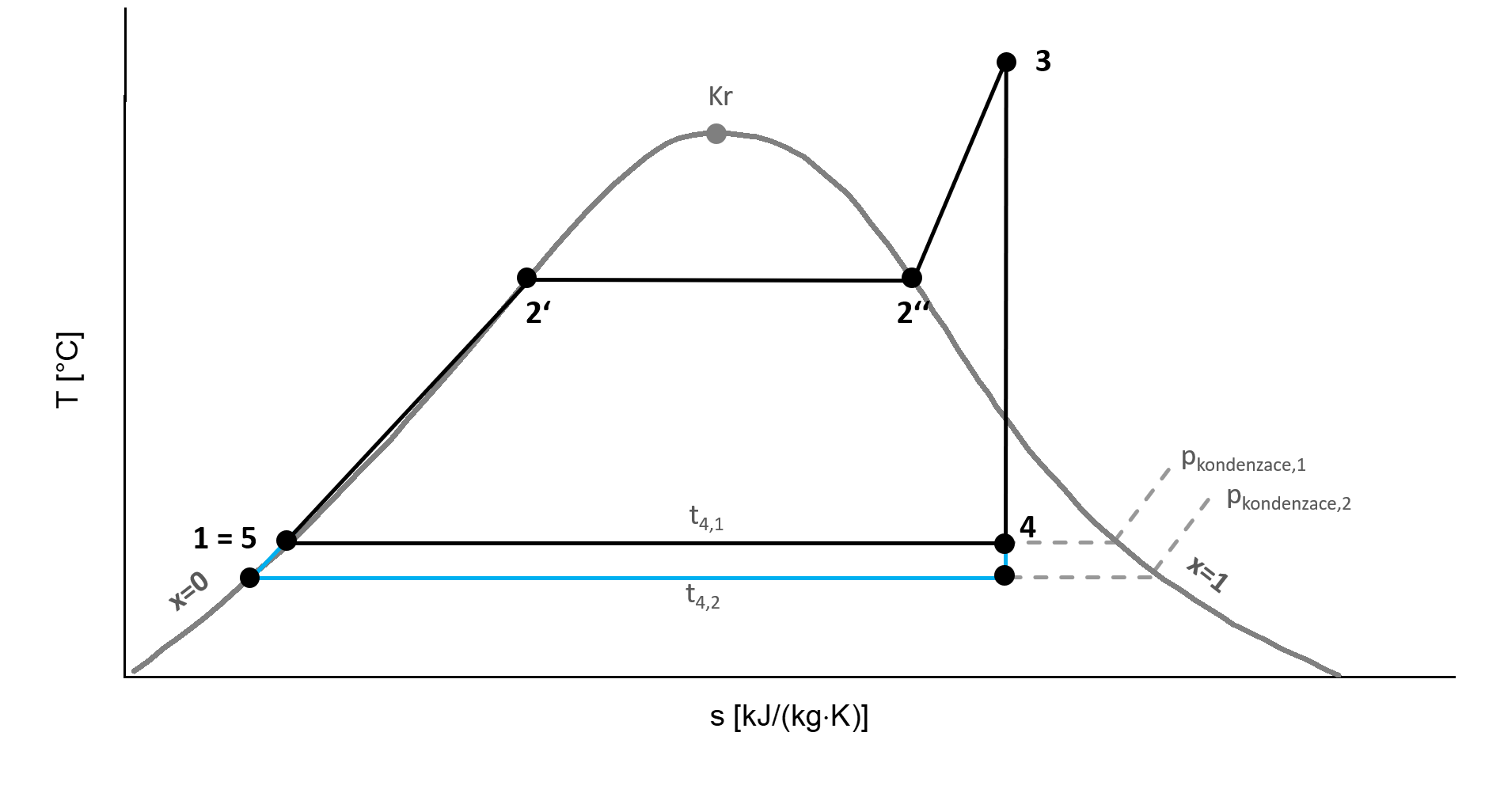
Snížení tlaku v kondenzátoru v tepelném diagramu

Snížení tlaku v kondenzátoru, resp. zvýšení vakua v kondenzátoru představuje optimalizaci tlaku, při kterém dochází ke kondenzaci.

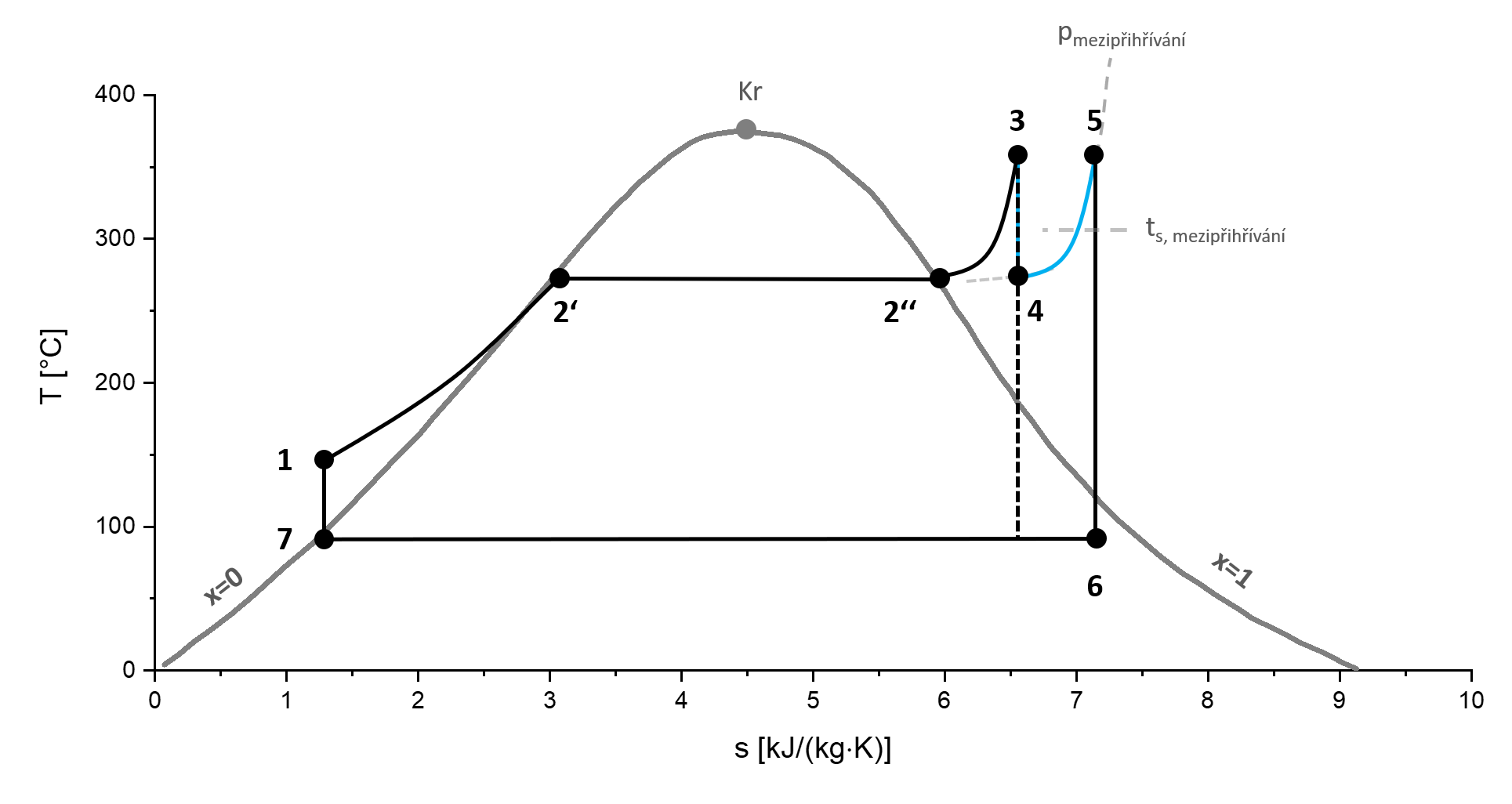
Mezipřihřívání v tepelném diagramu

Při snížení tlaku v kondenzátoru je současně snížena kondenzační teplota. Protože dojde ke snížení teploty odvodu tepla, je dosaženo vyšší termické účinnosti.
Poklesem kondenzační teploty se rovněž posunuje koncový stav expanze 4, což má negativní vliv na suchost páry v turbíně a tedy na účinnost expanze. Současně se zvýšením vakua klesá hustota páry vystupující z turbíny. To vede k růstu objemového průtoku a nárůstu výstupní rychlosti.
Snížení tlaku v kondenzátoru Rankinova–Clausiova cyklu je využíváno především v tepelných elektrárnách, kde kondenzátory pracují s tlaky menšími než atmosférickými. Modifikace vede ke zvýšení nároků na kondenzátor, chladicí okruh, koncové stupně turbíny a napájecí čerpadlo.

### Mezipřihřívání
Aby se předešlo tvorbě mokré páry o nepřijatelně nízké suchosti na konci expanze, zavádí se přihřívání po částečné expanzi na parní turbíně. Expanze probíhá ve dvou fázích: V první fázi pára expanduje na větší tlak než je v kondenzátoru. Ve druhé fázi je pára v kotli přehřáta za konstantního tlaku a izoentropicky expanduje podruhé v nízkotlaké turbíně na tlak v kondenzátoru.
Zavedení mezipřihřívání zvyšuje účinnost Rankinova–Clausiova cyklu s přehřátou parou o 4 až 5 % v důsledku vyšší střední teploty, při které je dodáváno teplo. U cyklu se sytou parou mezipřihřívání nepřináší výrazné zvýšení účinnosti, ale je důležité z hlediska odstranění vlhkosti a posunu koncového bodu expanze do vyšších suchostí.
Hlavní nevýhodou mezipřihřívání je vyšší složitost zařízení, což vede ke zvýšení investičních nákladů a tlakových ztrát.
V praxi bývá použito pouze jednostupňové mezipřihřívání, jelikož při dalších stupních je nárůst termické účinnosti minimální.

### Regenerace tepla (Carnotizace)
Regenerace tepla je založena na náhradě částí Rankinova–Clausiova cyklu Carnotovými cykly. Regenerační ohřev omezuje přívod tepla při nízkých teplotách a část tepla z expanze na parní turbíně je přenesena do napájecí vody.
Na elektrárnách probíhá regenerační ohřev v regeneračních ohřívácích. Regenerační ohříváky bývají zpravidla povrchového typu, do nichž je přiváděna část páry odebíraná v průběhu expanze na turbíně.
Regenerace umožňuje kromě zvýšení termické účinnosti snížit průtok páry posledními stupni expanze, kde bývají problémy s velkým objemovým průtokem, délkou lopatek a ztrátou výstupní rychlostí. Rovněž je při odběrech v oblasti mokré páry možno odebírat kondenzát a snižovat problémy turbíny s klesající suchostí.

### Teplárenské oběhy (Kogenerace)
Kogenerace nespočívá ve zvyšování vnitřní termické účinnosti, ale v lepším využití generovaného tepla, které je z velké části odvedené bez užitku do okolí. Snahou je teplo využít nejen pro transformaci na elektrickou energii, ale i pro přímou spotřebu, například na vytápění.

### Binární oběhy
Realizace binárního oběhu spočívá v kombinaci dvou různých termodynamických cyklů s různými pracovními látkami. V energetice je používán paroplynový cyklus, který je spojením Braytonova cyklu s Rankinovým–Clausiovým cyklem. Předávání tepla z Braytonova cyklu do Rankinova–Clausiova je provedeno ve speciálním kotli.
Termické účinnosti paroplynových cyklů s vysokými teplotami ve spalovací komoře dnes překračují 55 %.